# Free Money
„Free Money“ je píseň americké zpěvačky Patti Smith. Její původní verze vyšla na zpěvaččině prvním albu Horses v prosinci roku 1975. Spolu s Patti Smith je jejím autorem kytarista Lenny Kaye. Producentem původní nahrávky byl velšský hudebník a skladatel John Cale. Americký zpěvák Sammy Hagar vydal coververzi této písně na svém druhém sólovém albu nazvaném Sammy Hagar (1977). Anglická kapela Penetration vydala svou verzi písně na svém prvním albu nazvaném Moving Targets (1978). Americká skupina The Walkabouts ji nahrála na album Satisfied Mind (1993). V této verzi písně hrál na kytaru a syntezátor Ivan Král, který hrál i na původní nahrávce od Patti Smith. V roce 2014 vydala svou verzi písně kapela The Red Crows.